# حزقيال كارلوس روميرو
حزقيال كارلوس روميرو (بالإسبانية: Juan Carlos Romero)‏ هو سياسي أرجنتيني، ولد في 16 نوفمبر 1950 في سالتا في الأرجنتين. حزبياً، نشط في الحزب العدلي.

## مناصب
- انتخب Governor of Salta Province [الإنجليزية]‏ (10 ديسمبر 1995 – 9 ديسمبر 2007).
- انتخب عضو مجلس الشيوخ الأرجنتيني عن دائرة سالتا وقد انضم خلال فترته النيابية (10 ديسمبر 2007 – )  للكتلة البرلمانية Frente Popular Salteño ‏.
- انتخب عضو مجلس الشيوخ الأرجنتيني عن دائرة سالتا (2 ديسمبر 1992 – 10 ديسمبر 1995).
- انتخب عضو مجلس الشيوخ الأرجنتيني عن دائرة سالتا (28 نوفمبر 1986 – 10 ديسمبر 1992).

## وصلات خارجية
- الموقع الرسمي